# Otto von Frisch
Otto von Frisch (* 13. Dezember 1929 in München; † 4. Juni 2008) war ein deutscher Zoologe.

## Leben
Otto von Frisch, Sohn des Nobelpreisträgers, Zoologen und Verhaltensforschers Karl von Frisch, studierte aufgrund seines Interesses an Tieren Zoologie an der Ludwig-Maximilians-Universität in München. So schrieb er eine Doktorarbeit mit dem Titel „Brutbiologie und Jugendentwicklung des Brachvogels“ über Schnepfenvögel und Regenpfeifer und inspizierte unter anderem die Tierwelt in den bayerischen Mooren und in der Camargue in Südfrankreich.
1957 spielte Von Frisch in der Märchenverfilmung Der Wolf und die sieben Geißlein die Rolle des Geißenlehrers. Es war eine einmalige Filmrolle, die er aufgrund seiner Begeisterung für Tiere annahm.
1959 wurde Otto von Frisch am Naturhistorischen Museum in Braunschweig wissenschaftlicher Sachbearbeiter für Wirbeltiere, 1970 wurde er zum Kustos ernannt, von 1978 bis zur Pensionierung 1995 war er Direktor des Museums. 1965 wurde er an der TU Braunschweig habilitiert, die ihn 1970 zum Professor ernannte.
Von Frisch veröffentlichte zahlreiche Bücher, von denen sein Werk Tausend Tricks der Tarnung 1974 mit dem Deutschen Jugendbuchpreis ausgezeichnet wurde. Von 1971 bis 1973 moderierte er die ZDF-Dokumentarreihe Paradiese der Tiere.

## Schriften (Auswahl)
- Der Beo – Expertenrat für Anschaffung, Pflege, Ernährung und Gesunderhaltung; Gräfe und Unzer Verlag, München 1998, ISBN 3-7742-2020-4
- Kanarienvögel – richtig pflegen und verstehen. Expertenrat für Anschaffung, Pflege, Ernährung und Gesunderhaltung; Gräfe und Unzer Verlag, München 1992, ISBN 3-7742-2066-2
- Kanarienvögel – Alles über Anschaffung, Pflege, Krankheiten, Ernährung und Gesang; Gräfe und Unzer Verlag, München 1980, ISBN 3-7742-2012-3
- Tausend Tricks der Tarnung. Schreiber, Esslingen 1974 – erhielt Deutschen Jugendbuchpreis, Neuauflage: Maier, Ravensburg 1979, ISBN 3-473-39564-1.
- Vögel in Käfig, Voliere und Garten. Mit Sonderteil: Findelkinder; Gräfe und Unzer Verlag, München 1977